# 23. Division (1. Königlich Sächsische)
Die 23. Division (1. Königlich Sächsische) war ein Großverband der Sächsischen Armee.

## Gliederung
Die Division war Teil des XII. (I. Königlich Sächsisches) Armee-Korps.

### 1867
- 1. Infanterie-Brigade Nr. 45[1]
  - 1.(Leib-) Grenadier-Regiment Nr. 100 (Stammregiment des 1. Leib-Grenadier-Regiments Nr. 100)
  - 2. Grenadier-Regiment Nr. 101 (Stammregiment des 2. Grenadier-Regiments Nr. 101 „Kaiser Wilhelm, König von Preußen“)
- 2. Infanterie-Brigade Nr. 46
  - 3. Infanterie-Regiment „Kronprinz“ Nr. 102 (Stammregiment des 3. Infanterie-Regiments Nr. 102 „König Ludwig III. von Bayern“)
  - 4. Infanterie-Regiment Nr. 103 (Stammregiment des 4. Infanterie-Regiments Nr. 103 „Großherzog Friedrich II. von Baden“)
- 1. Kavallerie-Brigade Nr. 23
  - Garde-Reiter-Regiment (Stammregiment des Garde-Reiter-Regiments (1. Schweres Regiment))
  - 1. Reiter-Regiment „Kronprinz“ (Stammregiment des 1. Husaren-Regiments „König Albert“ Nr. 18)
  - 1. Ulanen-Regiment Nr. 17 (Stammregiment des 1. Ulanen-Regiments Nr. 17 „Kaiser Franz Josef von Österreich, König von Ungarn“ in Oschatz)

### 1890
- 1. Infanterie-Brigade Nr. 45 in Dresden[2]
  - 1. Leib-Grenadier-Regiment Nr. 100 in Dresden
  - 2. Grenadier-Regiment Nr. 101 „Kaiser Wilhelm, König von Preußen“ in Dresden
- 2. Infanterie-Brigade Nr. 46 in Dresden
  - 3. Infanterie-Regiment Nr. 102 „Prinz-Regent Luitpold von Bayern“ in Dresden
  - 4. Infanterie-Regiment Nr. 103 in Dresden
- 1. Kavallerie-Brigade Nr. 23 in Dresden
  - Garde-Reiter-Regiment (1. Schweres Regiment) in Dresden
  - Ulanen-Regiment Nr. 17 in Dresden
  - 2. Jäger-Bataillon Nr. 13 in Dresden

### Friedensgliederung 1914
- 45. Infanterie-Brigade in Dresden
  - 1. Königlich Sächsisches Leib-Grenadier-Regiment Nr. 100 in Dresden
  - 2. Grenadier-Regiment Nr. 101 „Kaiser Wilhelm, König von Preußen“ in Dresden
- 2. Infanterie-Brigade Nr. 46 in Dresden
  - Schützen-Füsilier-Regiment „Prinz Georg“ Nr. 108 in Dresden
  - 16. Infanterie-Regiment Nr. 182 in Freiberg und Königsbrück
  - 1. Jäger-Bataillon Nr. 12 in Freiberg
- 1. Kavallerie-Brigade Nr. 23 in Dresden
  - Garde-Reiter-Regiment (1. Schweres Regiment) in Dresden
  - 1. Ulanen-Regiment Nr. 17 „Kaiser Franz Josef von Österreich, König von Ungarn“ in Oschatz
- 1. Feldartillerie-Brigade Nr. 23 in Dresden
  - 1. Feldartillerie-Regiment Nr. 12 in Dresden und Königsbrück
  - 4. Feldartillerie-Regiment Nr. 48 in Dresden
- Landwehrinspektion Dresden

### Kriegsgliederung bei Mobilmachung 1914
- 1. Infanterie-Brigade Nr. 45
  - 1. Leib-Grenadier-Regiment Nr. 100
  - 2. Grenadier-Regiment Nr. 101 „Kaiser Wilhelm, König von Preußen“
- 2. Infanterie-Brigade Nr. 46
  - Schützen-Füsilier-Regiment „Prinz Georg“ Nr. 108
  - 16. Infanterie-Regiment Nr. 182
- 3. Husaren-Regiment Nr. 20
- 1. Feldartillerie-Brigade Nr. 23
  - 1. Feldartillerie-Regiment Nr. 12
  - 4. Feldartillerie-Regiment Nr. 48
- 1. Kompanie/1. Pionier-Bataillon Nr. 12

### Kriegsgliederung vom 2. Juni 1918
- 1. Infanterie-Brigade Nr. 45
  - 1. Leib-Grenadier-Regiment Nr. 100
  - 2. Grenadier-Regiment Nr. 101 „Kaiser Wilhelm, König von Preußen“
  - Schützen-Füsilier-Regiment „Prinz Georg“ Nr. 108
  - MG-Scharfschützen-Abteilung Nr. 52
  - 1. Eskadron/3. Husaren-Regiment Nr. 20
- Artillerie-Kommandeur Nr. 23
  - 1. Feldartillerie-Regiment Nr. 12
  - I. Bataillon/2. Fußartillerie-Regiment Nr. 19
- Pionier-Bataillon Nr. 12
- Divisions-Nachrichten-Kommandeur Nr. 23

## Geschichte
Die Division wurde mit der Restrukturierung der Sächsischen Armee und dem Beitritt Sachsens in den Norddeutschen Bund am 1. April 1867 gegründet. Das Kommando stand bis zur Demobilisierung und Auflösung in der Dresdener Albertstadt nahe dem heutigen Militärhistorischen Museum der Bundeswehr.

### Erster Weltkrieg
Während des Ersten Weltkriegs war die Division ausschließlich an der Westfront im Einsatz. Dort waren Teile der Grenadier-Regimenter 100. und 101. der 23. Infanterie-Division sowie die 3. Kompanie des Regiments Nr. 178 der 32. Infanterie-Division am 23. August 1914 am Massaker von Dinant beteiligt.

### Gefechtskalender

#### 1914
- 23. bis 24. August – Schlacht bei Dinant
- 24. bis 27. August – Eingreifen der 3. Armee in den Kampf der 2. Armee bei Namur in Richtung Mettet-Philippeville und anschließende Verfolgung in südwestlicher und südlicher Richtung bis an die Sormonne
- 27. bis 30. August – Schlacht an der Maas und Verfolgung bis an die Aisne
- 31. August bis 5. September – Kämpfe an der Aisne und Verfolgung bis über die Marne
- 06. bis 11. September – Schlacht an der Marne
- ab 15. September – Kämpfe an der Aisne
  - 15. bis 22. September – Schlacht bei Juvincourt

#### 1915
- 01. Januar bis 31. Dezember – Kämpfe an der Aisne

#### 1916
- bis 28. August – Kämpfe an der Aisne
- 29. August bis 30. Oktober – Schlacht an der Somme
- ab 30. Oktober – Stellungskämpfe bei Roye-Noyon

#### 1917
- bis 15. März – Stellungskämpfe bei Roye-Noyon
- 16. bis 20. März – Kämpfe vor der Siegfriedfront
- 20. März bis 16. April – Reserve der OHL
- 16. April bis 27. Mai – Doppelschlacht Aisne-Champagne
- ab 28. Mai – Stellungskämpfe bei Reims

#### 1918
- bis 26. Februar – Stellungskämpfe bei Reims
- 27. Februar bis 20. März – Ruhezeit hinter der 18. Armee
- 21. März bis 6. April – Große Schlacht in Frankreich
- 07. bis 23. April – Kämpfe an der Avre und bei Montdidier und Noyon
- 24. April bis 1. Juni – Stellungskämpfe in der Champagne
- 01. bis 9. Juni – Stellungskämpfe bei Reims
- 09. bis 13. Juni – Schlacht bei Soissons und Reims
- 14. Juni bis 4. Juli – Stellungskämpfe zwischen Oise, Aisne und Marne
- 05. bis 17. Juli – Stellungskämpfe westlich Soissons
- 15. bis 17. Juli – Angriffsschlacht an der Marne und in der Champagne
- 18. bis 25. Juli – Abwehrschlacht zwischen Soissons und Reims
- 26. bis 30. Juli – Bewegliche Abwehrschlacht zwischen Marne und Vesle
- 30. Juli bis 11. August – Reserve der Heeresgruppe Deutscher Kronprinz bei Clumay
- 11. bis 20. August – Kämpfe zwischen Arras und Albert
- 21. August bis 2. September – Schlacht bei Monchy-Bapaume
- 03. bis 5. September – Kämpfe vor der Siegfriedfront
- 05. bis 6. September – Kämpfe vor der Front Ypern-La Bassée
- 07. bis 20. September – Kämpfe vor der Front Armentières-Lens
- 21. September bis 17. Oktober – Abwehrschlacht in Flandern
- 18. bis 24. Oktober – Nachhutkämpfe zwischen Yser und Lys
- 25. Oktober bis 1. November – Schlacht an der Lys
- 02. bis 4. November – Nachhutkämpfe beiderseits der Schelde
- 05. bis 11. November – Rückzugskämpfe vor der Antwerpen-Maas-Stellung
- 12. November bis 23. Dezember – Räumung des besetzten Gebietes und Marsch in die Heimat

## Kommandeure
| Dienstgrad                   | Name                          | Datum                                  |
| ---------------------------- | ----------------------------- | -------------------------------------- |
| Generalleutnant              | Georg zu Sachsen              | 01. April 1867 bis 19. August 1870     |
| Generalmajor                 | Alban von Montbé              | 022. August 1870 bis 11. Juli 1871     |
| Generalleutnant              | Erwin Nehrhoff von Holderberg | 01. April 1874 bis 12. Juni 1875       |
| Generalleutnant              | Heinrich von Abendroth        | 13. Juni 1875 bis 31. Oktober 1878     |
| Generalleutnant              | Ludwig von Hausen             | 01. November 1878 bis 28. Januar 1883  |
| Generalleutnant              | Franz von Rudorff             | 29. Januar 1883 bis 31. Juli 1889      |
| Generalleutnant              | Oskar von Reyher              | 01. August 1889 bis 30. Juni 1894      |
| Generalleutnant              | Curt von Raab                 | 01. Juli 1894 bis 21. Mai 1898         |
| Generalleutnant              | Friedrich August von Sachsen  | 22. Mai 1898 bis 25. August 1902       |
| Generalleutnant              | Hermann von Broizem           | 26. August 1902 bis 27. Oktober 1904   |
| Generalleutnant              | Paul Vitzthum von Eckstädt    | 28. Oktober 1904 bis 15. Juli 1908     |
| Generalleutnant              | Egon von Gersdorff            | 16. Juli 1908 bis 27. Januar 1911      |
| Generalleutnant              | Oskar von Ehrenthal           | 28. Januar 1911 bis 12. September 1912 |
| Generalleutnant              | Karl von Lindeman             | 13. September 1912 bis 7. Juli 1915    |
| Generalmajor/Generalleutnant | Georg Bärensprung             | 08. Juli 1915 bis 6. Februar 1919      |